# فضفضة مشتركة
تُعدّ الفضفضة المشتركة (بالإنجليزية: Co-rumination)‏ مصطلح حديث نسبياً، يشير إلى مناقشة المشاكل وإعادة النظر فيها على نطاق واسع، والتفكير الممعن بالمشاكل، والتركيز على المشاعر السلبية مع الأقران المقربين. وعلى الرغم من أنها تشبه الإفصاح عن الذات من حيث أنها تتضمن الكشف عن المشاكل ومناقشتها، إلا أنها تركز على المشاكل نفسها. وبالتالي يكون الفرد المصاب غير قادر على التكيف معها. في حين أن الإفصاح عن الذات يُرى كميزة إيجابية بين الصداقات المقربة، فإن بعض الأنواع من الإفصاح عن الذات لا يمكن التكيف معها. الفضفضة المشتركة هي نوع من السلوك المرتبط بشكل لا يقبل الجدل مع التفكير السلبي والإفصاح عن الذات، وقد رُبطت مع تاريخ القلق لأنها قد تؤدي إلى تفاقم المخاوف بشأن ما إذا كانت المشاكل ستُحل، وبشأن النتائج السلبية المترتبة عليها، والتشخيصات الاكتئابية الناتجة عن التركيز السلبي الثابت على المواضيع المثيرة للقلق، بدلاً من التركيز على حل المشاكل. ترتبط الفضفضة المشتركة ارتباطاً وثيقاً بالصداقات الحميمة والقرب من الآخرين.

## علم النفس التنموي والاختلافات بين الجنسين
الإناث أكثر عرضة من الذكور للخوض في فضفضة مشتركة مع أصدقائهن المقربين، وتزداد الفضفضة المشتركة لدى الأطفال مع ازدياد أعمارهم. الإناث المراهقات أكثر عرضة من الإناث الأصغر للخوض في فضفضة مشتركة، لأن عوالمهن الاجتماعية تزداد تعقيداً وقلقاً. الأمر لا ينطبق على الذكور، إذ إن الاختلافات العمرية ليست متوقعة لديهم لأن تفاعلاتهم تظل تركز على النشاط، ومن المرجح أن يبقى الميل لمناقشة المشكلات على نطاق واسع أمراً متعارضاً مع عادات الذكور.
لسوء الحظ، قد يؤدي تقديم الدعم إلى تعزيز المشكلات الداخلية مثل القلق والاكتئاب، ولا سيما لدى الإناث المراهقات، الأمر الذي قد يسبب ازياد نسب الاكتئاب لدى الإناث مقارنة بالذكور. بالنسبة للذكور، قد تساعدهم المستويات المنخفضة من الفضفضة المشتركة على حماية أنفسهم من المشاكل العاطفية في حال لم يقضوا الكثير من الوقت مع أصدقائهم يشكون مشاكلهم وقلقهم، على الرغم أن عدم مشاركة أفكار شخصية يشكل عائقاً أمام إنشاء صداقات حميمة.
وُجدت الفضفضة المشتركة كي تُفسر جزئياً الفروق بين الجنسين فيما يتعلق بالقلق والاكتئاب؛ أفادت الإناث أنهن شاركن في فضفضة مشتركة مع أصدقائهن الحميمين أكثر مما فعل الذكور، كما أن ارتفاع نسبة الفضفضة المشتركة كان مرتبطاً مع نسب الاكتئاب العالية لدى الإناث، لكن ليس مع القلق. ترتبط الفضفضة المشتركة أيضاً بالأنشطة الرومانسية، التي ثبت أنها مرتبطة بأعراض الاكتئاب مع مرور الوقت، لأنها غالباً ما تكون المشكلة التي نُوقشت بين المراهقين.
اقترحت دراسة أنه في حالة المراهقين، فإن الذي يُظهرون مستويات عالية من الفضفضة المشتركة من المتوقع أن تظهر لديهم تشخيصات اكتئابية مقارنة بالأطفال الذين يُظهرون مستويات منخفضة من الفضفضة المشتركة، تم الحفاظ على هذا الرابط حتى عندما استُبعد أولئك المصابون بالتشخيصات المتداولة، بالإضافة إلى المراقبة الإحصائية لأعراض الاكتئاب المتداولة. يشير هذا أيضاً إلى أن العلاقة بين الفضفضة المشتركة وتاريخ التشخيصات الاكتئابية لا تنجم ببساطة عن المستويات الحالية للاكتئاب. أجريت دراسة أخرى على 146 مراهقاً (69% منهم إناث) وتتراوح أعمارهن بين 14 و19 عاماً تقترح مقارنة الفروق بين الجنسين في الفضفضة المشتركة، والتي أظهرت كما لو أن هذه الاختلافات تتفاقم خلال فترة المراهقة المبكرة، ولكنها تبدأ في التناقص بعد ذلك بفترة وتبقى ثابتة خلال مرحلة البلوغ الناشئة.

## هرمونات التوتر والفضفضة المشتركة والاكتئاب
تعد الفضفضة المشتركة، أو التحدث بشكل مفرط عن المشاكل، شائعة خلال سنوات المراهقة، خصوصاً بين الإناث، كما ذُكر سالفاً. أظهرت دراسة قائمة على أساس بيولوجي أن هناك تزايد في مستويات هرمونات التوتر خلال الفضفضة المشتركة. وبما أن هرمونات التوتر تُفرز عند الفضفضة المشتركة، تشير الدراسة إلى أنها تُفرز أيضاً بكميات أكبر أثناء ضغوطات الحياة الأخرى. إذا أظهر أحد ما الفضفضة المشتركة كرد على مشكلة في حياته، فمن المرجح أنه سيستمر بإظهار المزيد من الفضفضة المشتركة لكل مشاكل حياته.
أظهرت الدراسات أن الفضفضة المشتركة يمكنها أيضاً أن تتنبأ بأعراض مثل الاكتئاب والقلق. بما أن الفضفضة المشتركة تنطوي على الرد والاستجابة مراراً وتكراراً للمشاكل، فإن هذا قد يؤدي بوضوح إلى الاكتئاب والقلق. قد تكون الفضفضة المشتركة التي تميل إلى تطوير روابط عاطفية بين الأطراف المشاركة وسيلة تُستخدم من قِبل مجموعات العلاجية المخادعة لتجذب الأعضاء وتزيد تعلقهم بها، وفي ذات الوقت تؤدي إلى إتلاف العلاقات الأخرى التي لربما تُطرح للنقاش (مثل أعضاء العائلة).

## التأثيرات في الحياة اليومية
تؤدي الفضفضة المشتركة أو نقصها، إلى سلوكيات مختلفة في الحياة اليومية، على سبيل المثال، فحصت الدراسات الرابط بين الفضفضة المشتركة وعادات الشرب الأسبوعية. تؤدي الفضفضة المشتركة الناتجة عن القلق إلى تناقص بمستويات شرب الكحوليات على مدار الأسبوع، بينما تؤدي الفضفضة المشتركة الناتجة عن الغضب زيادة ملحوظة في مستويات الشرب. وُجدت العديد من الاختلافات بين الجنسين أيضاً في هذه الدراسة. بشكل عام، زادت الفضفضة المشتركة السلبية من احتمالية أن تشرب النساء الكحوليات أسبوعياً، في حين تؤثر على الرجال بشكل عكسي، إذ تقلل احتمالية شربهم على مدار الأسبوع. عند الحديث عن المشاعر السلبية المحددة، تشرب النساء أقل حين يأخذ القلق جزءاً من الفضفضة المشتركة (على عكس المشاعر السلبية الأخرى) بينما لا يظهر اختلاف جوهري عند الرجال.

## العلاج
يتألف علاج الفضفضة المشتركة عادة من العلاج التنظيمي المعرفي والعاطفي للفضفضة المشتركة مع المريض. يركز هذا العلاج على المرضى أنفسهم، وعلى عاداتهم في الفضفضة المشتركة مع صديق أو مجموعة أصدقاء. قد يتغير المعالجون حسب جنس المريض كما اقترح زولمك وهان عام 2010. أظهر الرجال تحسناً واسعاً من القلق والأعراض المتعلقة به من خلال تركيز انتباههم على كيفية التعامل مع حدث سلبي عن طريق «إعادة التركيز على التخطيط». أما بالنسبة للنساء، فقد ارتبط قبول حدث سلبي أو عاطفة سلبية وإعادة تشكيلها في ضوء إيجابي بانخفاض مستويات القلق. بمعنى آخر، فإن استراتيجيات تنظيم المشاعر المعرفية التي تعمل مع الرجال لا تعمل بالضرورة مع النساء. يتم تشجيع المرضى على التحدث عن مشاكلهم مع الأصدقاء وأفراد الأسرة، لكنهم بحاجة إلى التركيز على حل المشاكل بدلاً من التركيز على المشاكل ذاتها.

## أنواع العلاقات
في حين أُجريت معظم الدراسات على علاقات اليافعين من ذات الجنس، اكتشفت دراسات أخرى وجود فضفضة مشتركة وما يرتبط بها في أنماط مختلفة من العلاقات. أظهرت دراسات حول الفضفضة المشتركة في مكان العمل أن المناقشات حول مشاكل العمل أدت إلى مشاكل مختلطة، خاصة فيما يتعلق بالفروق بين الجنسين. في بيئات الرقابة شديدة السوء، تبين أن الآثار السلبية للفضفضة المشتركة أكبر لدى النساء، بينما لم تظهر آثار سلبية على الرجال. في بيئات الرقابة الجيدة، أظهرت النتائج عدم وجود نتائج سلبية على النساء، بينما ظهرت النتائج السلبية على الرجال. اقترحت الدراسة أن السبب وراء تعرض الرجال لخطر عدم الرضا الوظيفي والاكتئاب أثناء الرقابة بمعدلات توتر قليلة هو الاختلافات بين الجنسين في عمر مبكر.
في سن مبكرة، تخوض الإناث في الفضفضة المشتركة أكثر من الذكور، ومع التقدم بالسن، تميل النسبة لدى الإناث بالارتفاع، بينما تميل النسبة لدى الذكور بالانخفاض. تشير الدراسة أيضاً إلى أنه في فترة البلوغ، يكون للرجال خبرة أقل من النساء في الفضفضة المشتركة، لكن قد يتعلم بعض الرجال مهارات عبر التفاعل مع النساء، أو أن أسلوب التفاعل مع رجال آخرين قد تغير من المستنِد إلى النشاط إلى المستنِد إلى المحادثة؛ الأمر الذي يقترح أن الرجال والنساء لا يمارسون الفضفضة المشتركة بشكل مختلف فقط، بل وإن مستويات القلق لكليهما تكون عاملاً أيضاً. في دراسة أخرى، لوحظ أن الفضفضة المشتركة تزيد الآثار السلبية للخمول على التوتر الملموس بين زملاء العمل؛ ما يشير إلى أنه، على الرغم أن الفضفضة المشتركة يُنظر إليها كتفاعل داعم اجتماعياً، إلا أنه من المرجح أن تحمل في طياتها نتائج نفسية سلبية على زملاء العمل.
في سياق العلاقات بين الأمهات والمراهقين، وجدت الدراسة التي تفحص طلاب الصف الخامس والثامن والحادي عشر مستويات أكبر من الفضفضة المشتركة بين الأم وابنتها مقارنةً بعلاقات الأم وابنها، بالإضافة إلى ذلك، لم تكن الفضفضة المشتركة بين الأم والمراهقين مرتبطة بجودة العلاقة الإيجابية فقط؛ إنما «بالتشابك» الذي يكون فريداً في الفضفضة المشتركة. هذا التشابك، بالإضافة إلى العلاقات الداخلية يكون أقوى حين تركز الفضفضة المشتركة على مشاكل الأم.
دُرست العديد من العلاقات الأخرى. كمثال، وجدت دراسة أن طلاب الدراسات العليا ينخرطون في الفضفضة المشتركة. علاوة على ذلك، تكون الفضفضة المشتركة كوسيط جزئي بالنسبة لهؤلاء الطلاب، الأمر الذي يكبت التأثيرات الإيجابية للدعم الاجتماعي على حساب الاستنزاف العاطفي.